# Ram Dewali
Ram Dewali è un villaggio pakistano del distretto di Faisalabad. Ram Dewali comprende quattro villaggi i cui nomi sono: Chak No. 1 JB, Chak No. 2 JB, Chak No. 3 JB, e Chak No 4 JB.
È situata sulla strada Sargodha ed è in linea con il nord del Faisalabad, distante 5 chilometri dall'autostrada M3.
Il villaggio è principalmente abitato dalla tribù Randhawa dei Jatts, e tra gli abitanti maggiormente importanti va ricordata Arfa Karim.